# Festivali i Këngës 43
Festivali i Këngës 43 var den 43:e upplagan av musiktävlingen Festivali i Këngës och ägde rum mellan den 16 och 18 december 2004 i Pallati i Kongreseve i Tirana. 32 låtar deltog från början men endast 18 tog sig till finalen. Slutligen stod Ledina Çelo som segrare med bidraget "Nesër shkoj". Hon fick därmed representera Albanien vid Eurovision Song Contest 2005 i Kiev. Luiz Ejlli slutade tvåa. Poängen avslöjades inte, utan bara bidragen på de tre första platserna avslöjades. Vinnaren utsågs genom 50% jury- och 50% telefonröster.
Fjolårets segrare, Anjeza Shahini, samt vinnaren av Eurovision Song Contest 2004, Ruslana, gjorde gästframträdanden.

## Semifinaler

### Semifinal 1
| Nr | Artist                                | Låt                          | Vidare |
| -- | ------------------------------------- | ---------------------------- | ------ |
| 1  | Marsida Saraçi                        | "Më duaj gjatë"              | Ja     |
| 2  | Julian Lekoçaj                        | "Do të fal"                  | Ja     |
| 3  | Stela Risto                           | "Vështirë të flas"           | Nej    |
| 4  | Aleksia Jani                          | "Zotit"                      | Nej    |
| 5  | Soni Malaj                            | "Eja Në Ballkan"             | Nej    |
| 6  | Aurel Thëllimi                        | "Erë e marrë"                | Nej    |
| 7  | Rovena Stefa                          | "Kthehem prapë"              | Ja     |
| 8  | Floriana Muça                         | "Përtej dashurisë"           | Nej    |
| 9  | Vesa Luma, Teuta Kurti & Rona Nishliu | "Flakaresha"                 | Ja     |
| 10 | Joe Artid Fejzo                       | "Me ty"                      | Ja     |
| 11 | Besiana Mehmeti                       | "Grafikë dashurie"           | Nej    |
| 12 | Mariza Ikonomi                        | "Kur dashuron"               | Ja     |
| 13 | Klajdi Musabelliu                     | "Puthjen nuk ta kam harruar" | Ja     |
| 14 | Jonida Maliqi                         | "Frikem se më pëlqen"        | Ja     |
| 15 | Agim Poshka                           | "Të kam, s'të kam"           | Nej    |
| 16 | Rosela Gjylbegu & Arbër Arapi         | "Pëshperitje zemrash"        | Ja     |

### Semifinal 2
| Nr | Artist                    | Låt                            | Vidare |
| -- | ------------------------- | ------------------------------ | ------ |
| 1  | Barbana Dini              | "Jeta këtu s'mbaron"           | Nej    |
| 2  | Kujtim Prodani            | "Ndryshe e shikoj"             | Ja     |
| 3  | Olsa Spata                | "Pritje"                       | Nej    |
| 4  | Shpat Kasapi              | "Jam dhe kam"                  | Nej    |
| 5  | Monika Trungu             | "Ti më bën të pasur"           | Ja     |
| 6  | Samanta Karavello         | "Buzëqeshjë"                   | Ja     |
| 7  | Çlirim Denaj              | "Ti Ike"                       | Nej    |
| 8  | Tergita Gusta             | "Me ty, pa ty"                 | Ja     |
| 9  | Luiz Ejlli                | "Hëna dhe yjet dashurojnë"     | Ja     |
| 10 | Elsida Sinaj              | "Harresë kujtimesh"            | Nej    |
| 11 | Sajmir Çili               | "Ëndërr e gjallë"              | Nej    |
| 12 | Redon Makashi             | "Ndjenjë"                      | Ja     |
| 13 | Ingrid Jushi              | "Vetëm një natë"               | Ja     |
| 14 | Kozma Dushi & Ermira Kola | "Të bashkëjetoj me ty"         | Nej    |
| 15 | Ledina Çelo               | "Nesër Shkoj"                  | Ja     |
| 16 | Sajmir & Enkela Braho     | "Para se të vish në këtë botë" | Ja     |

## Final
| Nr | Artist                                | Låt                                  | Plats | Poäng |
| -- | ------------------------------------- | ------------------------------------ | ----- | ----- |
| 1  | Kujtim Prodani                        | "Jetën ndryshe e shikoj"             | -     | -     |
| 2  | Redon Makashi                         | "Ndjenjë"                            | -     | -     |
| 3  | Rovena Stefa                          | "Kthehem prapë"                      | -     | -     |
| 4  | Sajmir Braho & Enkela Braho           | "Përpara se ti të vish në këtë botë" | -     | -     |
| 5  | Joe Artid Fejzo                       | "Me ty"                              | -     | -     |
| 6  | Tergita Gusta                         | "Me ty, pa ty"                       | -     | -     |
| 7  | Marsida Saraçi                        | "Më duaj gjatë"                      | -     | -     |
| 8  | Luiz Ejlli                            | "Hëna dhe yjet dashurojnë"           | 2     | -     |
| 9  | Julian Lekoçaj                        | "Do të fal"                          | -     | -     |
| 10 | Mariza Ikonomi                        | "Kur dashuron"                       | -     | -     |
| 11 | Samanta Karavello                     | "Buzëqeshjë"                         | -     | -     |
| 12 | Ledina Çelo                           | "Nesër shkoj"                        | 1     | -     |
| 13 | Jonida Maliqi                         | "Frikem se më pëlqen"                | 3     | -     |
| 14 | Klajdi Musabelliu                     | "Puthjen nuk t'a kam harruar"        | -     | -     |
| 15 | Monika Trungu                         | "Ti më bën të pasur"                 | -     | -     |
| 16 | Rosela Gjylbegu & Arbër Arapi         | "Pëshpëritje zemrash"                | -     | -     |
| 17 | Vesa Luma, Teuta Kurti & Rona Nishliu | "Flakaresha"                         | -     | -     |
| 18 | Ingrid Jushi                          | "Vetëm një natë"                     | -     | -     |